# 636 Erika
636 Erika eller 1907 XP är en asteroid i huvudbältet, som upptäcktes 8 februari 1907 av den amerikanske astronomen Joel Hastings Metcalf i Taunton.  Den är uppkallad efter det fornnordiska kvinnonamnet Erika.
Asteroiden har en diameter på ungefär 73 kilometer.